# 黄桥民居群
黄桥民居群，位于江苏省泰州市泰兴市黄桥镇，是中华人民共和国江苏省文物保护单位之一。
2002年10月22日，授予江苏省文物保护单位，是一座古建筑。